# Konoe Tadahiro
Konoe Tadahiro (近衛 忠熙 1808 – 1898?) fue un kuge (cortesano) que actuó de regente a finales de la era Edo.

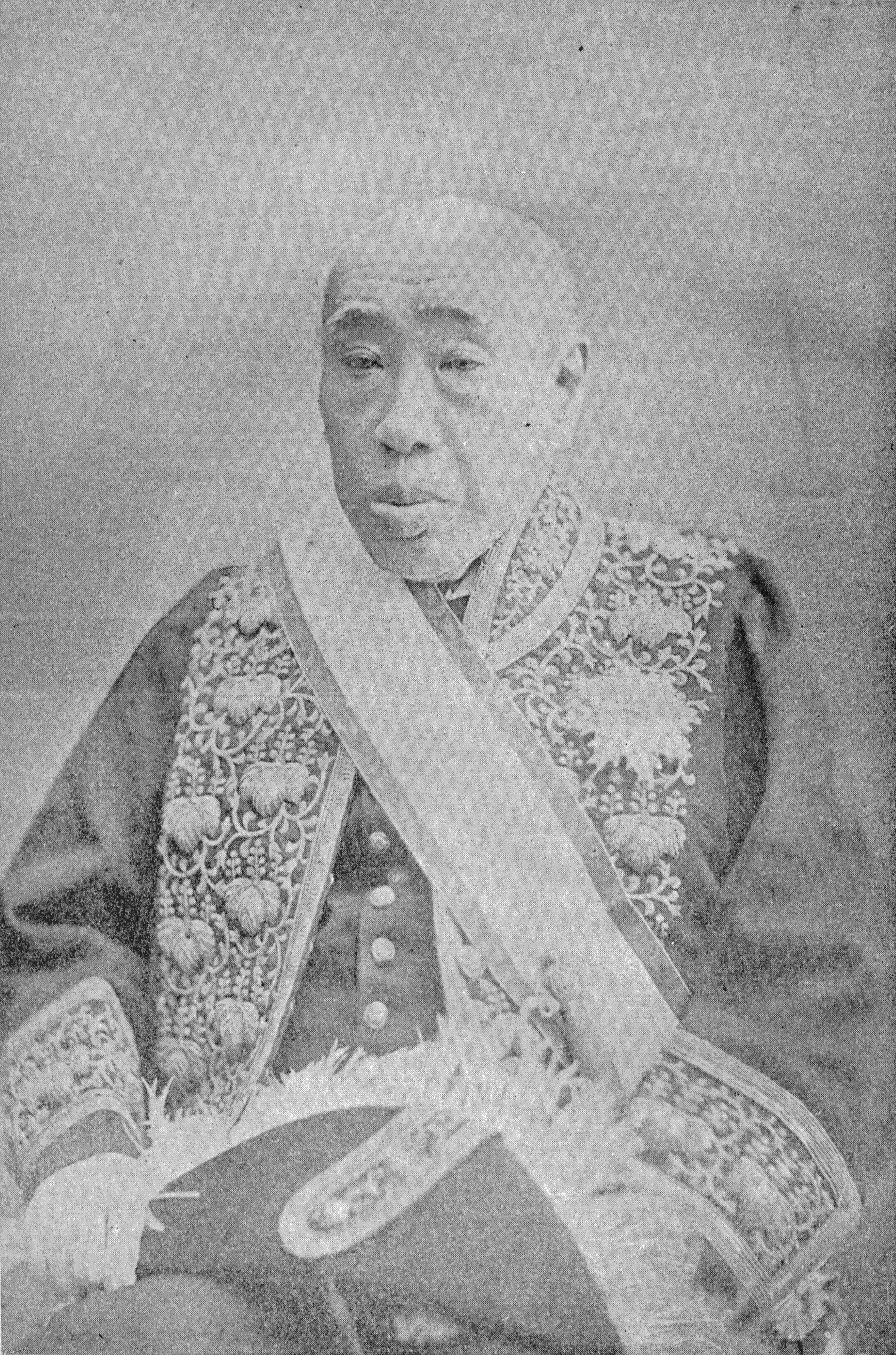
Konoe Tadahiro en 1898.

Ocupó la posición de kanpaku del Emperador Kōmei entre 1862 y 1863.
Su consorte fue una hija adoptada de Shimazu Narioki, décimo líder del Satsuma han. Sus hijos fueron Konoe Tadafusa y Konoe Atsumaro, quien posteriormente fue adoptado por Tadafusa como su hijo.